# بخش مرکزی شهرستان ماه‌نشان
بخش مرکزی شهرستان ماه‌نشان یکی از بخش‌های شهرستان ماه‌نشان در استان زنجان ایران است.

## تقسیمات کشوری
- بخش مرکزی شهرستان ماه‌نشان
  - دهستان اوریاد
  - دهستان قزل گچیلو
  - دهستان ماه نشان

شهر: ماه‌نشان

## جمعیت
بنابر سرشماری مرکز آمار ایران، جمعیت بخش مرکزی شهرستان ماه‌نشان در سال ۱۳۸۵ برابر با ۲۴۱۷۶ نفر بوده است.